# Pedro da Mota e Silva

Assinatura de Pedro da Mota e Silva, num documento de 1752

Pedro da Mota e Silva (Castelo Branco, cerca de 1685 - Lisboa, 4 de Novembro de 1755) foi um clérigo e politico português durante os reinados de D. João V e de D. José I.

## Biografia
Era irmão de João da Mota e Silva, o célebre "Cardeal da Mota".
Padre, foi agente da Santa Sé entre 1721 e 1728 e Secretário de Estado dos Negócios Interiores do Reino de D. João V de Portugal a partir de 1736.
Enquanto Secretário de Estado, apresentava fama de ser "indolente" no desempenho das suas funções, o que se talvez se devesse à sua frágil saúde e idade avançada. Pedro da Mota alegadamente só daria audiências passada a meia-noite, dormindo durante o dia. Quando D. José I subiu ao trono em 1750, este monarca quis mantê-lo no cargo, contra a sugestão de D. Luís da Cunha. Na sequência da nomeação de Sebastião José de Carvalho e Melo para a Secretaria de Estado dos Negócios Estrangeiros e da Guerra, este teria mostrado grandes manifestações de respeito pelo ministro, invocando para si as atribuições de Pedro da Mota "sob o pretexto de o aliviar de trabalho, excessivo para seus anos e achaques".
Faleceu de complicações respiratórias após o Terramoto de Lisboa de 1755. Segundo o cardeal Filippo Acciaiuoli, núncio apostólico, a casa de Pedro da Mota ruiu, mas ele salvou-se e foi levado (em virtude da sua idade e por ser "impedido das pernas") para uma cantina, na qual "foi apanhado por um grande catarro", tendo morrido sufocado três dias depois do desastre. Sebastião José de Carvalho e Melo esteve ocupado no dia seguinte, por ordem do rei, a assegurar todas as escrituras de Estado que Pedro da Mota tinha em sua casa.